# Grive de Dumas
Geokichla dumasi
Espèce
Synonymes
- Zoothera dumasi

Statut de conservation UICN

 NT  : Quasi menacé
La Grive de Dumas (Geokichla dumasi, anciennement Zoothera dumasi) est une espèce de passereaux de la famille des Turdidae.
Son nom est attribué à l'explorateur néerlandais Johannes Maximiliaan Dumas (1856-1931) .

## Répartition
Elle est endémique à l'île de Buru en Indonésie.

## Habitat
Elle vit dans les forêts humides en montagne.
Elle est menacée par la perte de son habitat.